# 卡洛·扬卡
卡洛·扬卡（德語：Carlo Janka，1986年10月15日—），瑞士男子高山滑雪运动员。他曾代表瑞士参加2010年、2014年和2018年冬季奥林匹克运动会高山滑雪比赛，获得一枚金牌。